# Afera na Okęciu

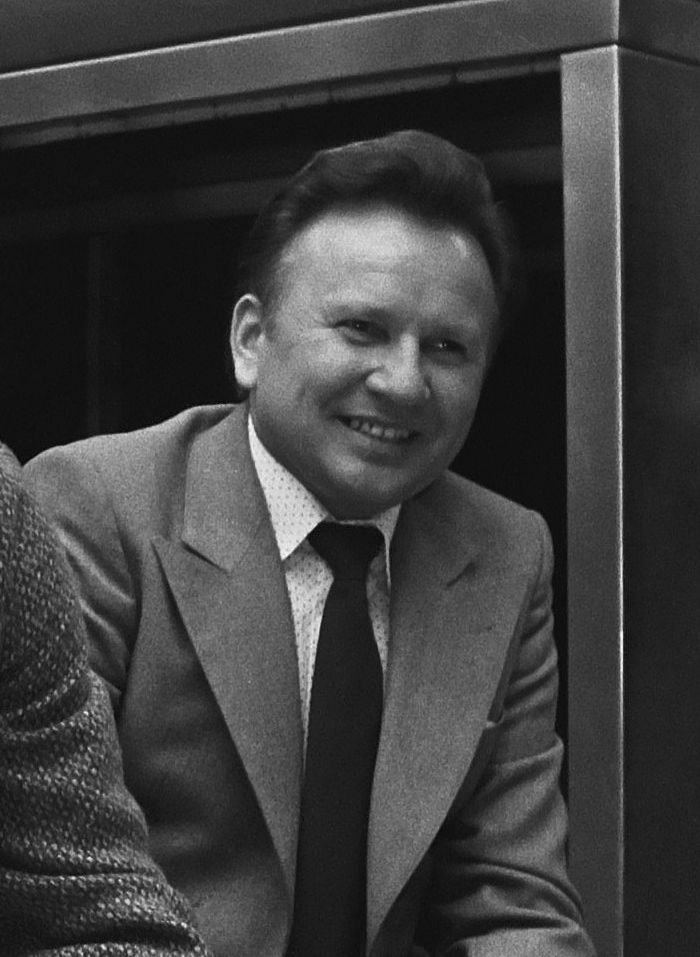
Ryszard Kulesza (1979)

Afera na Okęciu – potoczne określenie wydarzeń związanych z niektórymi piłkarskimi reprezentantami Polski, które miały miejsce pod koniec 1980 i które doprowadziły do dymisji selekcjonera reprezentacji Ryszarda Kuleszy.
28 listopada 1980 w Hotelu Vera w Warszawie ekipa reprezentacyjna zebrała się przed wyjazdem na mecz eliminacji Mistrzostw Świata w Hiszpanii z reprezentacją Malty. Kiedy w dniu wylotu drużyny jeden z zawodników, bramkarz Józef Młynarczyk, przybył na lotnisko na Okęciu w stanie nietrzeźwym (jak informowali dziennikarze), selekcjoner Ryszard Kulesza zdecydował o pozostawieniu go w kraju. W obronie Młynarczyka wystąpiło trzech innych reprezentantów: Zbigniew Boniek, Stanisław Terlecki oraz Władysław Żmuda. Kulesza ostatecznie zabrał Młynarczyka razem z drużyną na poprzedzające mecz z Maltą zgrupowanie we Włoszech. Jednak władze Polskiego Związku Piłki Nożnej na czele z prezesem, generałem Marianem Rybą postanowiły ukarać Młynarczyka, Bońka, Terleckiego oraz Żmudę i nakazały im powrót ze zgrupowania do kraju. Mecz z Maltą odbył się bez udziału wspomnianych zawodników. Zostali oni ukarani przez PZPN odsunięciem od gry w drużynie narodowej, zaś selekcjoner Ryszard Kulesza został zwolniony ze stanowiska.
Podczas samego meczu w Gżirze na Malcie, przy stanie 2:0 dla Polski, maltańscy kibice obrzucili polskich piłkarzy kamieniami, co spowodowało przedwczesne zakończenie meczu przez sędziego. Ponieważ walkower FIFA był zaliczany jako 2:0, wynik meczu został utrzymany,
20 grudnia 1980 PZPN nałożył kary – Zbigniew Boniek, Stanisław Terlecki – rok bezwzględnej dyskwalifikacji; Władysław Żmuda, Józef Młynarczyk – osiem miesięcy bezwzględnej dyskwalifikacji (dla Młynarczyka dwa lata na kadrę); Włodzimierz Smolarek – dwa miesiące, w zawieszeniu na pół roku.
Z czwórki ukaranych zawodników trzech pokajało się licząc na skrócenie kar; Żmudzie zawieszono dyskwalifikację już w lutym 1981, Bońkowi i Młynarczykowi w lipcu tegoż roku; jedynie Terlecki nie zagrał już nigdy więcej w drużynie narodowej. Pozostali wkrótce do niej powrócili, głównie dzięki staraniom następcy trenera Kuleszy – Antoniego Piechniczka. Wszyscy trzej odegrali w 1982 kluczowe role w występie polskiej drużyny na Mistrzostwach Świata w Hiszpanii. Młynarczyk był jednym z najlepszych bramkarzy turnieju, Żmudę cechował spokój, pewność i odwaga. Boniek strzelił cztery bramki i podpisał kontrakt z Juventusem.
Wątek przedstawiający „aferę na Okęciu” został przedstawiony w filmie dokumentalnym pt. Mundial. Gra o wszystko z 2012.